# Mark Armstrong
Mark Armstrong (23 de junio de 1961) es un jinete británico que compitió en la modalidad de salto ecuestre. Ganó una medalla de plata en el Campeonato Europeo de Saltos Ecuestres de 1993, en la prueba por equipos.

## Palmarés internacional
| Campeonato Europeo | Campeonato Europeo | Campeonato Europeo | Campeonato Europeo |
| Año                | Lugar              | Medalla            | Categoría          |
| ------------------ | ------------------ | ------------------ | ------------------ |
| 1993               | Gijón (España)     | Medalla de plata   | Por equipos        |